# Steinmauern
Steinmauern est une commune allemande, située dans le Land de Bade-Wurtemberg et l'arrondissement de Rastatt.

## Géographie
Steinmauern se situe dans le Fossé rhénan. Son bourg est situé à environ 4 km de la ville de Rastatt et environ 20 km de la ville de Karlsruhe.

### Communes limitrophes
Steinmauern est limitrophe :
- en Allemagne, dans le Land de Bade-Wurtemberg :
  - au sein de l'arrondissement de Rastatt :
    - au nord, de la commune d'Elchesheim-Illingen,
    - au nord-est, de la commune de Bietigheim,
    - à l'est et au sud-est, de la commune d'Ötigheim,
    - au sud, de la ville de Rastatt,
    - au sud-ouest, de l'ancienne commune de Plittersdorf, rattachée à la ville de Rastatt ;
- en France, dans la région Alsace :
  - au sein du département du Bas-Rhin :
    - à l'ouest, au-delà d'une petite façade sur le Rhin, des communes de Munchhausen et Mothern.

## Administration
La commune est membre d'une structure de coopération intercommunale de type Vereinbarte Verwaltungsgemeinschaft, structure qui groupe la ville de Rastatt et, outre Steinmauern, les communes d'Iffezheim, Muggensturm et Ötigheim.

## Jumelage
- Steinmaur, dans le canton de Zurich (Suisse),
jumelage né de la consonance relativement voisine des noms des deux localités.